# Spa, Belgia
Spa (valonă Spå) este un oraș francofon din regiunea Valonia din Belgia. Este una din cele mai vechi și cunoscute stațiuni balneare din Europa. Este situat la poalele munților Ardeni, în apropiere de frontiera cu Germania. Numele orașului Spa este la originea cuvântului englezesc spa, însemnând stațiune balneară, zonă cu izvoare minerale, etc.

## Geografie
Comuna este formată din localitățile Spa, Bellevaux-Ligneuville și Bévercé. Suprafața totală este de 39,85 km². La 1 ianuarie 2008 comuna avea o populație totală de 10.549 locuitori. 

## Istorie
Regiunea localității Spa își are originile într-un domeniu feudal din senioria Franchimont, aparținând Principatului episcopal Liège. Izvoarele minerale din regiune sunt cunoscute încă din perioada romană, fiind meționate de Plinius. Cu toate acestea, în evul mediu regiunea se dezvoltă mai ales datorită exploatării zăcămintelor de fier și a dezvoltării unei industrii siderurgice. Dezvoltarea infrastructurii datorată industriei siderurgice face posibilă cunoașterea și utilizarea proprietăților curative ale apelor termale, localitatea devenind din ce în ce mai frecventată. În 1547, medicul regelui Henric al VIII-lea vizitează localitatea și contribuie la răspândirea cunoștințelor despre proprietățile curative ale apelor minerale. Protipendada europeană face din ce în ce mai multe sejururi la Spa, iar renumele stațiunii este răspândit și mai mult în urma sejurului regelui Carol al II-lea al Angliei în 1654. Sejurul Țarului rus Petru cel Mare din 1717 va marca restul seculului XVIII când Spa devine locul privilegiat de întâlnire al nobleții europene. În această perioadă Spa este denumită „Cafeneaua Europei” și numeroase săli de jocuri și spații de acomodare sunt construite. 
Afacerea jocurilor din Spa va fi una dintre cauzele Revoluției din Liège la sfârșitul secolului al XVIII-lea, ce va duce la destrămarea Principatului episcopal Liège. În 1794 acesta este înglobat în Republica Franceză iar Spa face parte din departamentul Ourthe. În epoca napoleoniană localitatea își pierde din interesul avut precedent, dar în urma Congresului de la Viena din 1815 stațiunea cunoașe o nouă dezvoltare în cadrul Regatului Unit al Țărilor de Jos, beneficiind de protecția regelui Wilhelm al II-lea al Țărilor de Jos. În 1854 este construită prima cale ferată spre Spa iar în 1856 este dată în funcțiune o linie de telegraf. Orașul este una dintre stațiunile regale preferate ale familiei regale belgiene Regina Maria-Henrieta de Belgia petrecându-și verile la reședința regală din localitate (unde a și murit în 1912). 
În timpul Primului război mondial Spa este ocupat de trupele germane și devine unul dintre principalele centre de convalescență a trupelor. Totodată este ultimul Cartier General al Împăratului Wilhelm al II-lea al Germaniei, acesta rezidând la Spa la momentul capitulării. În timpul celui de al doilea război mondial stațiunea Spa este reocupată de trupele germane, dar scapă distrugerii în timpul Ofensivei din Ardeni, aceasta fiind oprită la marginea orașului. 

## Cultură
În fiecare an, în luna iulie, are loc festivalul „Les Francofolies” de muzică francofonă. 

## Industrie
Turismul este principala activitate economică a localității, în stațiune existând 16 hoteluri, clasate între 2 și 4 stele, un centru de vacanțe familiale, aproximativ 30 case de oaspeți, aproximativ 10 pensiuni, un camping, 45 restaurante și 15 cafenele, baruri și braserii. Cnetrul stațiunii dispune de o importantă zonă comercială cu aproximativ 200 de magazine. 
Societatea Spa Monopole este exploatantul unic al apelor minerale din localitate, îmbuteliind și comercializând apele extrase din trei izvoare. în 2004, Spa Monopole angaja 576 persoane și producea aproximativ 500 milioane de litri de băuturi având o cifră de afaceri de peste 255 milioane Euro.
Cazinoul din Spa este moștenitorul celui mai vechi cazinou din lume, fondat în 1763. Cazinoul este controlat de Ministerul Justiției din belgia și angajează câteva sute de persoane.
Circuitul Spa Francorchamps este situat în apropierea stațiunii, organizând numeroase curse auto-moto, cea mai importantă fiind Marele Premiu al Belgiei de Formula 1. Numărul de vizitatori al circuitului are un impact important asupra economiei locale.

## Transport
Localitatea Spa este situată în apropierea autostrăziilor E42/A 27 și E25/A26. Bruxelles, Bonn și Luxemburg sunt situate la maxim 150 km iar Liège, Aachen și Maastricht sunt situate la mai puțin de 50 km. Două gări deservesc comuna, legăturile feroviare fiind către localitatea Verviers. Orașul este deservit de 5 linii de autobuz și dispune de un funicular ce asigură legătura dintre centrul orașului și termele. Spa deține și un aerodrom de mici dimensiuni. 

## Localități înfrățite
- Franța: La Garde.